# Nanhaia
Nanhaia là một chi thực vật có hoa trong họ Đậu, được James A. Compton và Brian D. Schrire thiết lập năm 2019.

## Từ nguyên
Nanhai (南海) là tên gọi trong tiếng Trung để chỉ biển Đông nằm giữa miền nam Trung Quốc và Việt Nam.

## Mô tả
Dây leo mọc xoắn bò lan hoặc leo bám, cao 1–5 m, bò trườn giữa các cây bụi và tảng đá. Thân màu xanh lục hoặc nâu, thon búp măng, có lông tơ. Lá với 5–17 lá chét, thường xanh, nhẵn nhụi hoặc với ít lông thưa thớt ở mặt dưới, lá kép lẻ, trục cuống lá dài 3–30 cm. Lá kèm dài 2–4 mm, thẳng hoặc hình tam giác, sớm rụng ở N. fordii nhưng bền ở N. speciosa. Lá kèm nhỏ dài 1–3 mm, thẳng, bền. Lá chét 3–9 × 1–4 cm, hình trứng-elip hoặc elip hẹp, sau nhẵn nhụi hoặc thưa lông, đỉnh nhọn thon hoặc có mấu nhọn, mép nguyên, đáy thuôn tròn tới gần hình tim. Cụm hoa thẳng đứng hoặc rủ xuống hoặc đôi khi là chùy hoa có lá dài 4–20 cm, thường bao gồm vài cành hoa bên có lá, cuống có lông măng màu vàng hoặc rậm lông tơ màu nâu. Hoa 16–32 mm, xuất hiện tháng 6-9. Lá bắc hoa 3–7 mm, thẳng hay hình tam giác hẹp, bền hoặc sớm rụng như ở N. fordii. Lá bắc con ở đáy đài hoa dài 1–5 mm, hình trứng hẹp hoặc hình elip, bền. Cuống hoa dài 4–11 mm, nhẵn nhụi hoặc có lông tơ. Đài hoa 4–6 × 5–9 mm, hình chuông, lệch, có lông tơ mặt ngoài, (rậm lông tơ mặt trong ở N. fordii), 5 thùy, các răng không đều, dài 1–3 mm, nhọn. Cánh cờ 12–18 × 11–18 mm, gần tròn, màu trắng, kem, hồng, đường dẫn mật màu xanh lục nhạt hay sẫm, lưng cánh cờ nhẵn nhụi, đỉnh nhọn hoặc tù. Thể chai là dạng thể bướu. Cánh bên 12–17 × 4–6 mm, nhẵn nhụi, gần bằng cánh lưng, mỗi cánh hình nửa lá bưởi hẹp, hơi cong lên trên về phía đỉnh; rời với cánh lưng, đỉnh tù, các vuốt ở đáy dài 2–5 mm. Cánh lưng 12–16 × 4–6 mm, nhẵn nhụi, hợp lại thành hình lưỡi liềm, chén hình thuyền, đỉnh tù, vuốt ở đáy dài 4–9 mm. Nhị hai bó, 9 nhị hợp lại cùng nhau, nhị cờ rời, tất cả cong lên trên về phía đỉnh. Bầu nhụy rậm lông lụa, đặc biệt dọc theo các mép dày lên, vòi nhụy có lông rung (N. speciosa) hoặc nhẵn nhụi (N. fordii), dài 2–3 mm, cong lên trên về phía đỉnh, đầu nhụy có mạch hỗ. Quả đậu 10–20 × 1–2 cm, phẳng, thẳng, nứt, bề mặt từ có lông tơ tới rậm lông măng màu nâu, khi khô có màu nâu và cứng, gần như chia thành vách ngăn. Hạt 2–10, hình trứng hoặc elipxoit, 10–12 × 5–12 × 1–7 mm, rốn hạt trên cùng hoặc trung tâm, hình elip, 2–3 × 1 mm.

## Các loài
Plants of the World Online hiện công nhận 2 loài như sau:
- Nanhaia fordii (Dunn) J.Compton & Schrire, 2019. Phân bố: Trung Quốc (Quảng Đông, Quảng Tây), miền bắc Việt Nam.
- Nanhaia speciosa (Champ. ex Benth.) J.Compton & Schrire, 2019. Phân bố: Trung Quốc (Hải Nam, Hồ Nam, Phúc Kiến, Quảng Đông, Quảng Tây, Quý Châu, Vân Nam) và miền bắc Việt Nam.

## Phát sinh chủng loài
Có quan hệ họ hàng gần với Wisteriopsis.